# Boris Godounov (film, 1907)
Pour les articles homonymes, voir Boris Godounov (homonymie) et Godounov.
Pour plus de détails, voir Fiche technique et Distribution.
Boris Godounov est un film russe inachevé réalisé par Alexandre Drankov, sorti en 1907. 
Il s'agit du tout premier film russe ; il est inspiré de la tragédie de Pouchkine.

## Genèse
Le film de Drankov a pour source indirecte la tragédie de Pouchkine, dans sa mise en scène par le Théâtre d'art de Moscou. La forme scénique en est nommée, par plaisanterie, par Constantin Stanislavski « cinématographe » et consiste en une succession de fragments scéniques, à l'image de l'enchaînement des scènes d'un film. Le compte-rendu de cette mise en scène par un célèbre journaliste, Moïsseï Aleïnikov, inspire à Alexandre Drankov, qui est à l'époque, entre autres, fabricant d'intertitres russes pour des films français, l'idée d'être le premier à produire un film russe.

## Fiche technique
- Titre français : Boris Godounov / Scènes de la vie des boyards / Dimitri l'Usurpateur
- Réalisation : Alexandre Drankov
- Pays d'origine :  Empire russe
- Format : Noir et blanc, 285 mètres
- Date de sortie : 1907

## Distribution
- G. Martini : Grichka Orepiev
- K. Loranskaïa : Marina Mniszeck

## Le tournage
Alexandre Drankov s'adresse à la troupe d'un autre théâtre, le théâtre d'été Eden de Saint-Pétersbourg, qui a lui aussi Boris Godounov à son répertoire. Inexpérimenté, il doit affronter un certain nombre de difficultés.  Contre l'avis des acteurs, il choisit de tourner en extérieur. Le déplacement des ombres oblige à déplacer le décor (de véritables arbres, coupés et attachés autour d'une fontaine). Drankov filme en outre avec une caméra Pathé d'occasion et ne maîtrise pas le problème du cadrage. Par manque de recul, toutes les scènes sont en plans moyens. Enfin, l'acteur principal, Alachevski, finit par refuser de tourner.

## La sortie
Le film sort donc en 1907 sans son personnage principal, sous le titre de Scènes de la vie des boyards, puis sous celui de Dimitri l'Usurpateur à partir de 1909. Le film n'a pas été conservé jusqu'à nos jours. Alexandre Drankov préfère oublier ce film et qualifie lui-même le film Stenka Razine, dont il est le producteur et qui sort en 1908, de « premier » film russe.